# 仝
仝（どう）は文字のひとつであり、特殊な漢字である。「同」の「古字」とされる。一般に、繰り返しを表す記号として用いられ「同上記号」という。
「に」の送り仮名をつけると仝は「とも」との読み方になる

## 概要
ひとやね「𠆢」に「工」で表される。
類似の文字で、けいがまえ「冂」に「丶」で表された文字があり同様の意味である。
「々」はこの文字を基にしているという説がある。
第二次漢字簡化方案の第二表に同音の漢字である「童」の簡化字としてこの字が掲載されている。
将棋の「成香」として使用されることがある。
JIS X 0208では記号として扱われているがUnicodeでは漢字としての扱いである。

## 用例

### 人名としての使用例

#### 芸名
- 盧仝 - 中国・唐代中期の詩人

#### フィクション
- 朱仝 - 水滸伝の登場人物

### 地名としての使用例
- 仝堂駅 - 中国の寧西線の駅

## 符号位置
| 記号 | Unicode | JIS X 0213 | 文字参照          | 名称     |
| ---- | ------- | ---------- | ----------------- | -------- |
| 仝   | U+4EDD  | 1-1-24     | &#x4EDD; &#20189; | 同上記号 |